# 邁爾霍夫貝格山
48°22′03″N 13°55′49″E / 48.367569°N 13.930218°E

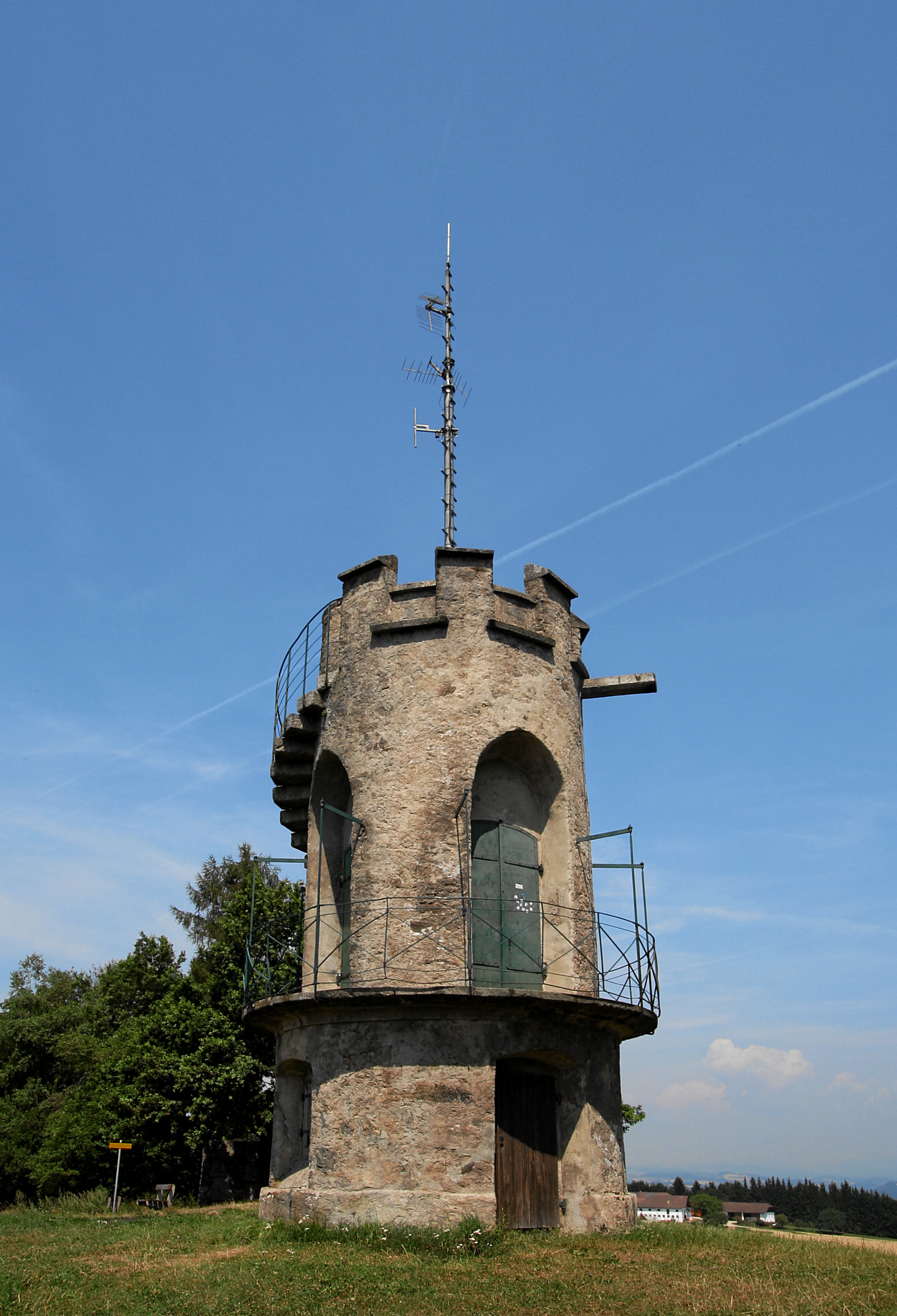

邁爾霍夫貝格山（德語：Mayrhofberg），是奧地利的山峰，位於該國北部，由上奧地利州負責管轄，屬於波希米亞山的一部分，海拔高度654米，山體由花崗岩組成。